# Opština Aračinovo
Die Opština Aračinovo (mazedonisch Општина Арачиново; albanisch Komuna e Haraçinës) ist eine Opština Nordmazedoniens. Ihr Verwaltungssitz befindet sich in der Stadt Aračinovo. Die Opština Aračinovo ist Teil der Region Skopje.

## Geographie
Aračinovo grenzt an die nordmazedonische Hauptstadt Skopje und die Opštini Lipkovo, Petrovec und Kumanovo. Es liegt an der Hauptverbindung Skopje-Kumanovo im Vardartal, nördlich wird es durch den Gebirgszug Skopska Crna Gora begrenzt.

## Geschichte
Das Gebiet war 2001 einer der Hauptkonfliktgebiete zwischen Guerillakämpfern der UÇK und Polizisten sowie Soldaten der Republik Mazedonien.

## Bevölkerung
Laut der Volkszählung 2021 bestand die Bevölkerung der Opština aus 12.353 Albanern, 7 Mazedoniern, vier Bosniaken und 312 Angehörigen anderer Ethnien.

## Verwaltung
Die Opstina wird verwaltet durch einen Gemeinderat, welcher alle vier Jahre neu gewählt wird. Der Rat besteht aus 15 Mitgliedern.